# Douglas Coleman
Douglas L. Coleman (6 octobre 1931 - 16 avril 2014) est scientifique et professeur au Jackson Laboratory, à Bar Harbor, Maine.

## Biographie
Coleman est né à Stratford, en Ontario. Il obtient son baccalauréat en sciences de l'Université McMaster en 1954 et son doctorat en biochimie de l'Université du Wisconsin en 1958. Il est élu membre de l'Académie nationale des sciences des États-Unis en 1998. Il remporte le prix Shaw en 2009, le Prix Albert-Lasker pour la recherche médicale fondamentale en 2010, le prix BBVA Foundation Frontiers of Knowledge dans la catégorie biomédecine en 2012 et le Prix international Roi-Fayçal 2013 pour la médecine  conjointement avec Jeffrey M. Friedman  pour la découverte de la leptine.
Ses travaux ont prédit que le gène ob code pour l'hormone leptine, plus tard co-découverte en 1994 par Jeffrey Friedman, Rudolph Leibel et leurs équipes de recherche à l'Université Rockefeller,,,,,,. Ces travaux jouent un rôle majeur dans notre compréhension des mécanismes qui régulent le poids corporel et qui causent l'obésité humaine.